# Komletinci
Komletinci – wieś w Chorwacji, w żupanii vukowarsko-srijemskiej, w mieście Otok. W 2021 roku liczyła 1328 mieszkańców.

## Demografia

### 1991 census, last in Yugoslavia
| Komletinci |
| --- |
| Population by ethnicity |
| total: 2,035 Chorwaci 1,951 (95.87%) Słowacy 21 (1.03%) Albańczycy 9 (0.44%) Serbowie 5 (0.24%) Węgrzy 2 (0.09%) Niemcy 1 (0.04%) nondeclared 9 (0.44%) unknown 37 (1.81%) |

### 1910 census, last in Austria-Hungary
| Komletinci | Komletinci |
| --- | --- |
| Język | Wiara |
| total: 2,022 Chorwacki 1,761 (87.09%) Węgierski 85 (4.20%) Niemiecki 35 (1.73%) Serbski 18 (0.89%) Słoweński 8 (0.39%) Rusiński 5 (0.24%) Słowacki 2 (0.09%) others 108 (5.34%) | total: 2,022 Roman catholics 1,874 (92.68%) East. Orthodox 128 (6.33%) Żydzi 12 (0.59%) East. Catholics 5 (0.24%) Calvinists 3 (0.14%) |